# Carl Gerard
Carl Gerard (28 de setembro de 1885 – 6 de janeiro de 1966), às vezes creditado como Carl Gerrard, foi um ator norte-americano nascido na Dinamarca, conhecido por interpretar papéis coadjuvantes.

## Vida pessoal
Gerard nasceu Carl Gerhard Petersen em Copenhague, Dinamarca. Ele foi casado com a atriz Ethel Grey Terry, a filha da também atriz Lillian Lawrence.

## Carreira
Gerard passou grande parte de sua carreira em Los Angeles e que já trabalhou ao lado do ator Boris Karloff no filme The Public Defender (1931).

## Filmografia selecionada
- The Family Stain (1915)
- The Vixen (1916)
- The Little American (1917)
- The Silver Horde (1920)
- The Great Reward (1921)
- The Hole in the Wall (1921)
- The Voice from the Minaret (1922)
- Wild Bill Hickok (1923)
- Up in Mabel's Room (1926)
- So This Is Love? (1928)
- That Certain Thing (1928)
- 'Ladies of the Mob (1928)
- L'eathernecking (1930)
- The Public Defender (1931)
- Bachelor Apartment (1931)
- The Roadhouse Murder (1932)
- Secret Service (1937)